# Álvaro Fernández Heredia
Álvaro Fernández Heredia (Madrid, 2 de octubre de 1980) es un ingeniero español, experto en movilidad urbana sostenible, presidente de la empresa pública estatal Renfe desde enero de 2025. Previamente había sido secretario general de Movilidad Sostenible entre 2024 y 2025 y concejal del Ayuntamiento de Madrid entre 2023 y 2024.

## Biografía
Álvaro Fernández Heredia nació en Madrid en 1980. Es Ingeniero de Caminos, Canales y Puertos por la Universidad Politécnica de Madrid (2005). En 2012 adquiría un doctorado en Infraestructuras de los Transportes por la misma universidad con su tesis El Potencial de las Variables Latentes en Modelos Explicativos del Uso de la Bicicleta.
Profesionalmente Fernández Heredia se ha dedicado a la movilidad urbana e interurbana, incluyendo actividades de investigación y docencia universitaria, y también consultaría y asesoramiento en distintas empresas.
En la Universidad Europea entró a trabajar en 2007 como profesor de Planificación del Transporte y en 2013 fue nombrado director del master Universitario en Ingeniería de Caminos, Canales y Puertos que imparte la misma institución. Ha sido investigador en el Centro de Investigación del Transporte (TRANSyT) de la Universidad Politécnica de Madrid, investigador invitado en el Politécnico de Turín y profesor visitante en la Universidad del Oeste de Inglaterra (Reino Unido).

### Como gerente de EMT y AUVASA (2015-2023)

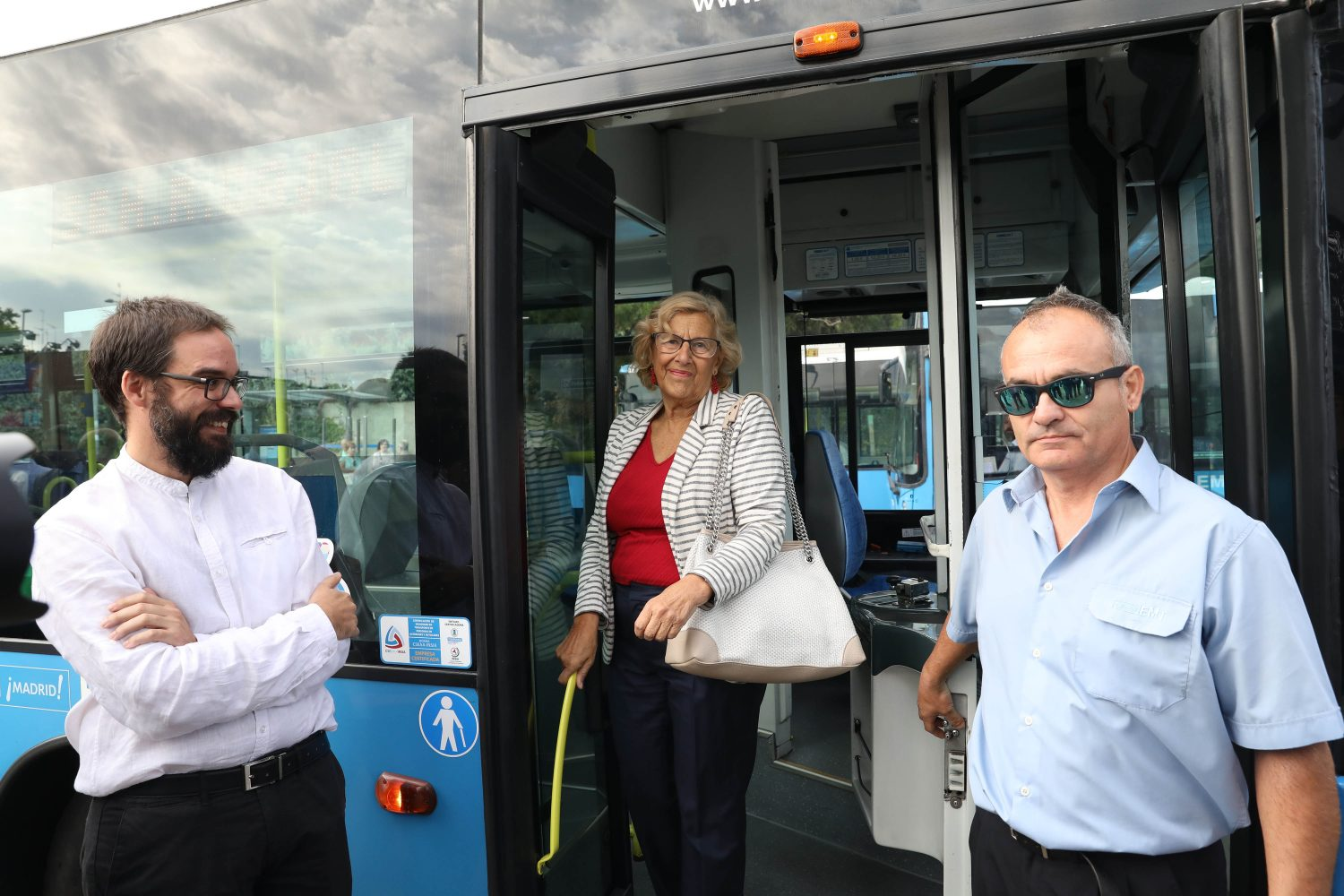
Álvaro Fernández Heredia (izq.) junto a Manuela Carmena y un chófer de la EMT en 2017

El 12 de septiembre de 2015 Fernández Heredia fue nombrado gerente de la Empresa Municipal de Transportes de Madrid, la empresa de transportes urbanos más grande de España, siendo alcaldesa Manuela Carmena (Ahora Madrid). Destacó su actuación de cara a depurar y reestructurar el servicio de bicicletas eléctricas compartidas, BiciMAD, y a solventar a la empresa en el ámbito económico y a nivel operativo, destacando la renovación del 60% del total de la flota de autobuses.El 8 de julio de 2019 fue cesado del cargo debido a la entrada del nuevo gobierno de José Luís Martínez Almeida (Partido Popular).
El 25 de septiembre de 2019 la empresa AUVASA, encargada del transporte urbano en Valladolid, le nombró su gerente, siendo alcalde de la ciudad Óscar Puente (PSOE). Estuvo al frente de AUVASA hasta el 30 de marzo de 2023, cuando dimitió alegando motivos personales.
En aquel momento fue incluido en las listas electorales del partido Más Madrid de cara a las elecciones municipales del 28 de mayo de 2023 al Ayuntamiento de Madrid, dando el salto a la política activa. Consiguió acta de concejal y accedió al cargo el 17 de junio de 2023. Continuó en el mismo hasta el 14 de marzo de 2024, cuando dimitió para centrarse en su nuevo nombramiento. En este breve periodo hizo frente, en calidad de concejal de la oposición, a las políticas de movilidad de los gobiernos de José Luís Martínez Almeida e Isabel Díaz Ayuso.
En marzo de 2024 fue nombrado Secretario general de Movilidad Sostenible del Ministerio de Transportes y Movilidad Sostenible, siendo el ministro Óscar Puente, quien era el Alcalde durante su etapa como gerente de la vallisoletana AUVASA.Fue el primer titular de dicha Secretaría.

### Como presidente de Renfe (desde 2025)
En enero de 2025 el presidente de la empresa pública estatal Renfe, Raül Blanco, anunció su dimisión.El Ministerio de Transportes confió a Fernández Heredia la presidencia de la empresa ferroviaria, debido a su experiencia gestionando a la EMT y AUVASA, si bien nunca trabajó profesionalmente en el ámbito ferroviario. La toma de posesión se hizo efectiva el 14 de enero de 2025, mediante nombramiento por parte del Consejo de Ministros, siendo ministro Óscar Puente. Éste dijo que Fernández Heredia era  "el mayor experto en la gestión de viajeros".